# Конкурс молодых музыкантов «Евровидение-2000»
Евровидение для молодых музыкантов 2000 (англ. Eurovision Young Musicians 2000) — десятый конкурс молодых музыкантов «Евровидение», который прошёл в Норвегии в 2000 году. Финал конкурса состоялся 15 июня 2000 года на сцене Григхаллена в Бергене. Победу на конкурсе одержал участник из Польши пианист Станислав Джевецкий. Музыканты из Финляндии и России заняли второе и третье место соответственно.
Организаторами конкурса выступили Норвежская вещательная корпорация и Европейский вещательный союз. В конкурсе приняли участие молодые музыканты в возрасте до 19 лет из 17 стран Европы. На конкурс вернулись Венгрия, Германия, Испания, Нидерланды, Польша, Россия, Франция и Швейцария.

## Место проведения

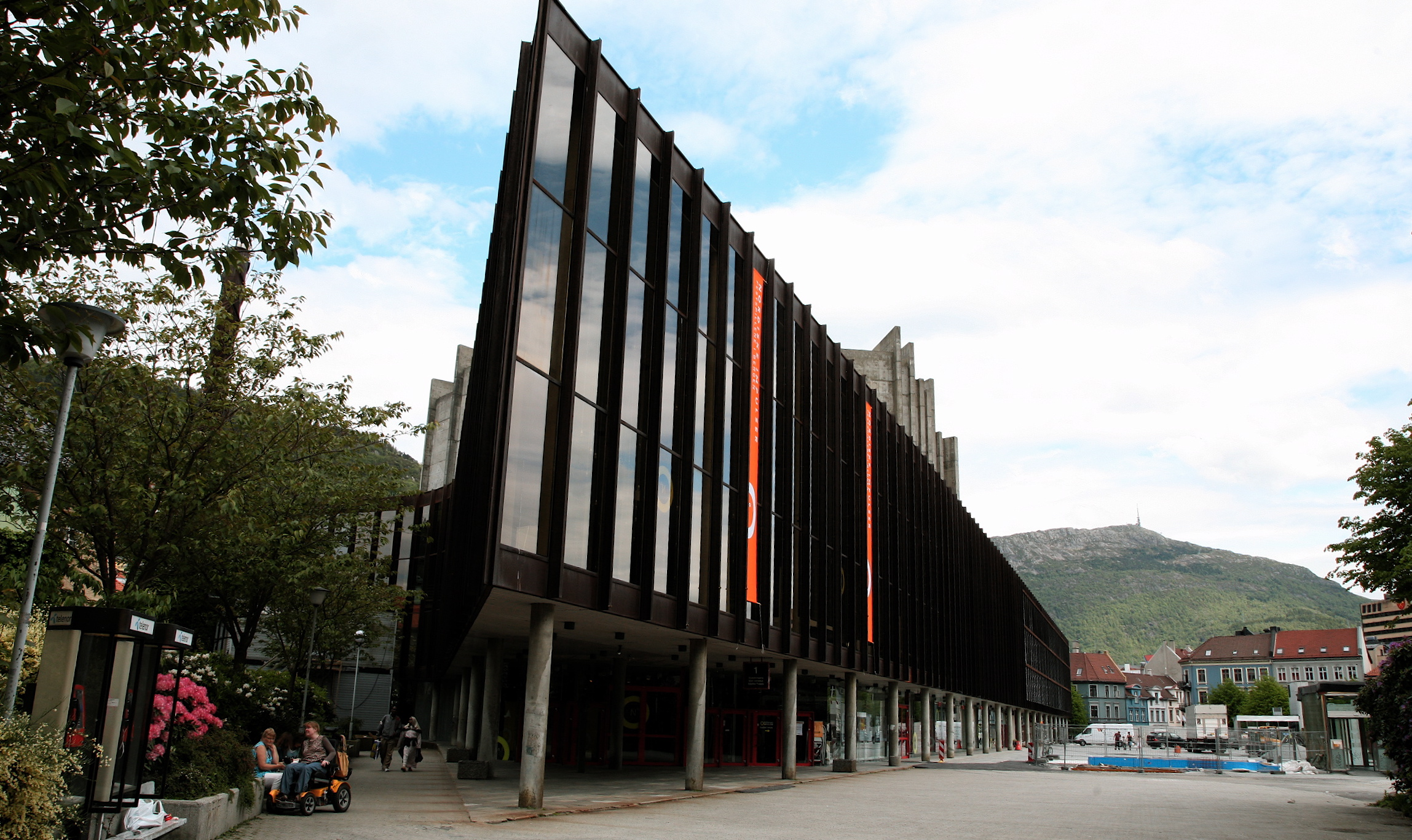
Концертный зал Грига в Бергене

Местом проведения конкурса был выбран второй по величине город Норвегии и крупнейший город Западной Норвегии — Берген. Финал конкурса прошёл на сцене Григхаллена, построенного в 1978 году и рассчитанного на 1500 мест. Концертный зал назван в честь норвежского композитора Эдварда Грига.
Григхаллен был спроектирован датским архитектором Кнудом Мунком, выигравшим конкурс на проект будущего концертного зала в 1965 году, и сразу после окончания строительства здание получило архитектурную премию Betongtavlen. Зал каждый год принимает Норвежский чемпионат духовых инструментов, а также, здесь разместился филармонический оркестр Бергена. В 1986 году концертный зал стал местом проведения конкурса песни Евровидение. Григхаллен также известен своей звукозаписывающей студией в среде поклонников блэк-метала.

## Формат
К участию в конкурсе допускаются молодые музыканты в возрасте от 10 до 19 лет включительно, с учётом того, что в день проведения финала им не исполнится 20 лет. Причем участниками могут стать только соло-исполнители, не задействованные на профессиональной основе (то есть не получающие прибыли от выступлений). Музыкальный инструмент и программу участник выбирает по своему усмотрению.
Каждый из участников в полуфинале (также именуется предварительным раундом или отборочным туром) и финале исполняет выбранную им программу, состоящую из классических музыкальных произведений. Оценивает выступления конкурсантов профессиональное жюри, каждый член которого обязан присудить баллы от 1 до 10 каждому исполнителю. Из полуфинала по результатам голосования жюри в финал выходит 8 стран-участниц. В финале жюри объявляет тройку победителей.

### Ведущий и оркестр
Ведущим конкурса стал Арильд Эрикстад. Участникам конкурса аккомпанировал Бергенский филармонический оркестр под руководством австралийского дирижёра Симоны Янг.

### Жюри
В состав профессионального жюри вошло 7 человек:
- Эса-Пекка Салонен (Председатель)
- Борис Кушнир
- Эвелин Гленни
- Майкл Коллинз
- Беата Шанда
- Лейф Ове Андснес (Лауреат конкурса «Евровидение для молодых музыкантов 1988»)
- Майкл Томпсон

## Участники

### Полуфинал
| Страна         | Представитель        | Инструмент | Результат |
| -------------- | -------------------- | ---------- | --------- |
| Австрия        | Мартин Грубингер     | Перкуссия  | Финалист  |
| Бельгия        | Иосиф Иванов         | Скрипка    | —         |
| Великобритания | Гай Джонстон         | Виолончель | —         |
| Венгрия        | Одон Рац             | Контрабас  | Финалист  |
| Германия       | Мартин Хелмкэн       | Фортепиано | —         |
| Ирландия       | Ребекка Чапова       | Фортепиано | —         |
| Испания        | Елена Погосова       | Скрипка    | —         |
| Латвия         | Ева (Иева) Рутентале | Флейта     | —         |
| Нидерланды     | Гвинет Вентинк       | Арфа       | Финалист  |
| Норвегия       | Давид Кукэрон        | Скрипка    | Финалист  |
| Польша         | Станислав Джевецкий  | Фортепиано | Финалист  |
| Россия         | Николай Токарев      | Фортепиано | Финалист  |
| Словакия       | Неизвестно           | Неизвестно | —         |
| Словения       | Кристиан Кранчан     | Виолончель | —         |
| Финляндия      | Тимо-Вейкко Валве    | Виолончель | Финалист  |
| Франция        | Давид Герье          | Труба      | Финалист  |
| Швейцария      | Натали Амстюц        | Арфа       | —         |
| Эстония        | Вамбола Кригул       | Маримба    | —         |

### Финал
| № | Страна     | Участник            | Инструмент | Произведение (Композитор)                                                                        | Результат    |
| - | ---------- | ------------------- | ---------- | ------------------------------------------------------------------------------------------------ | ------------ |
| 1 | Австрия    | Мартин Грубингер    | Перкуссия  | Canis Familiaris (Концертино для ударных с оркестром, op. 23) (Бруно Хартль)                     | —            |
| 2 | Польша     | Станислав Джевецкий | Фортепиано | Концерт для фортепиано с оркестром № 1, op. 11, 3-я часть (Фредерик Шопен)                       | Победитель   |
| 3 | Венгрия    | Одон Рац            | Контрабас  | Большая фантазия на темы из «Лючии ди Ламмермур» для контрабаса с оркестром (Джованни Боттезини) | —            |
| 4 | Франция    | Давид Герье         | Труба      | Концертино для трубы (Андре Жоливе)                                                              | —            |
| 5 | Норвегия   | Давид Кукэрон       | Скрипка    | Фантазия на темы из оперы «Кармен» (Франц Ваксман)                                               | —            |
| 6 | Финляндия  | Тимо-Вейкко Валве   | Виолончель | Рондо для виолончели с оркестром, op. 94 (Антонин Дворжак)                                       | Второе место |
| 7 | Нидерланды | Гвинет Вентинк      | Арфа       | Концерт для арфы с оркестром, op. 25, 3-я часть (Альберто Хинастера)                             | —            |
| 8 | Россия     | Николай Токарев     | Фортепиано | Концерт для фортепиано с оркестром № 1 (Пётр Ильич Чайковский)                                   | Третье место |